# Tarn-et-Garonne
Tarn-et-Garonne (IPA: [ˈtaʁne ɡaˈʁɔn]) a 83 eredeti département egyike, amelyeket a francia forradalom alatt 1790. március 4-én hoztak létre.

## Elhelyezkedése
Franciaország déli részén terül el, Okcitánia régió (2015 végéig Midi-Pyrénées régió) része. A  megyét keletről Aveyron és Tarn, délről Haute-Garonne és Gers, nyugatról Lot-et-Garonne, északról pedig Lot megyék határolják.

## Települések
A megye jelentősebb települései és lakosságuk száma 2011-ben:
| Település      | Népesség |
| -------------- | -------- |
| Montauban      | 56 536   |
| Castelsarrasin | 12 770   |
| Moissac        | 12 192   |
| Lafrançaise    | 2 854    |

## Galéria

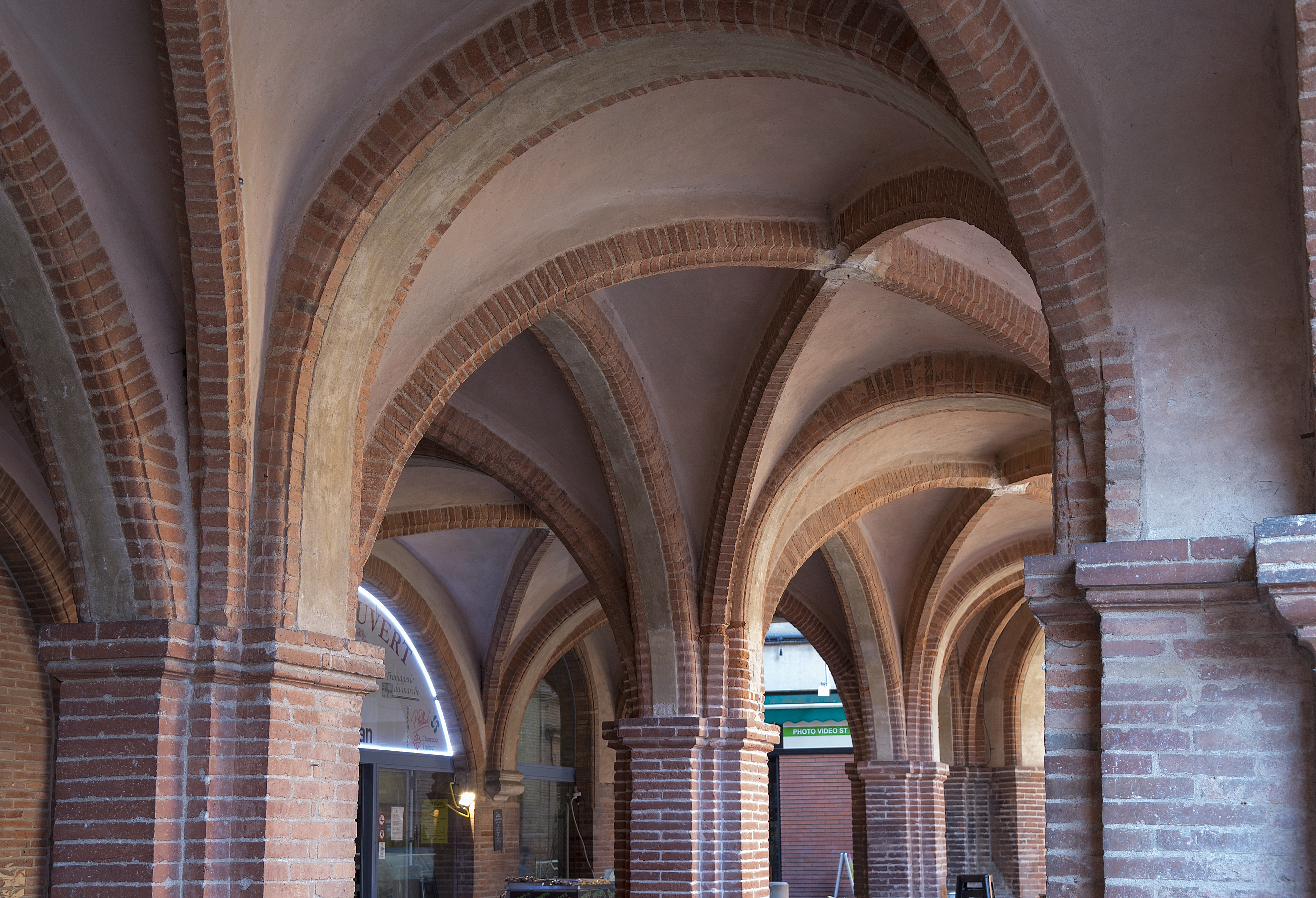
Montauban
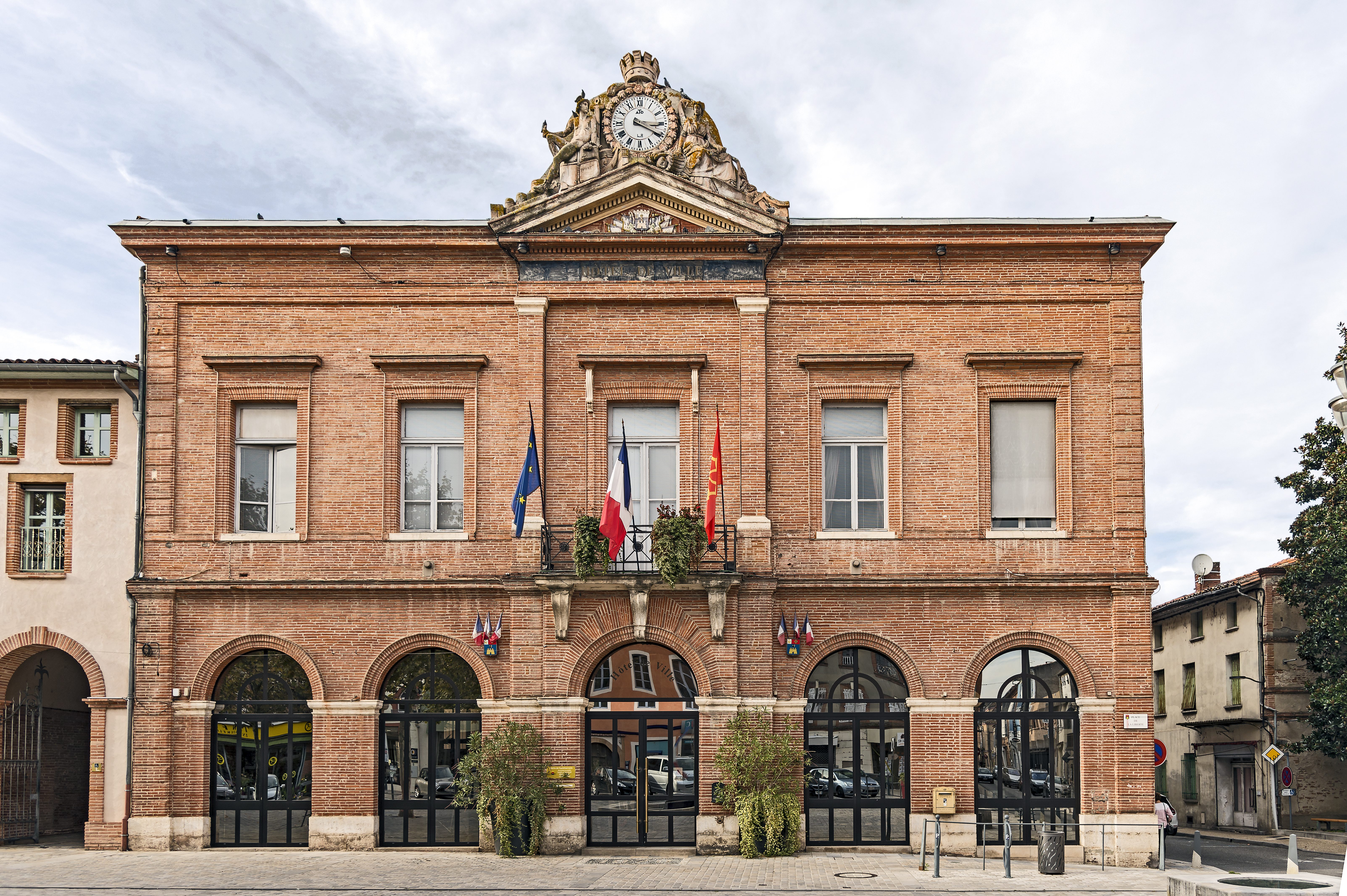
Castelsarrasin
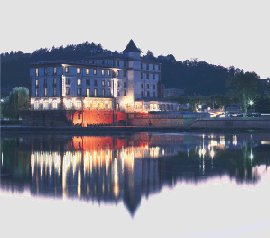
Moissac
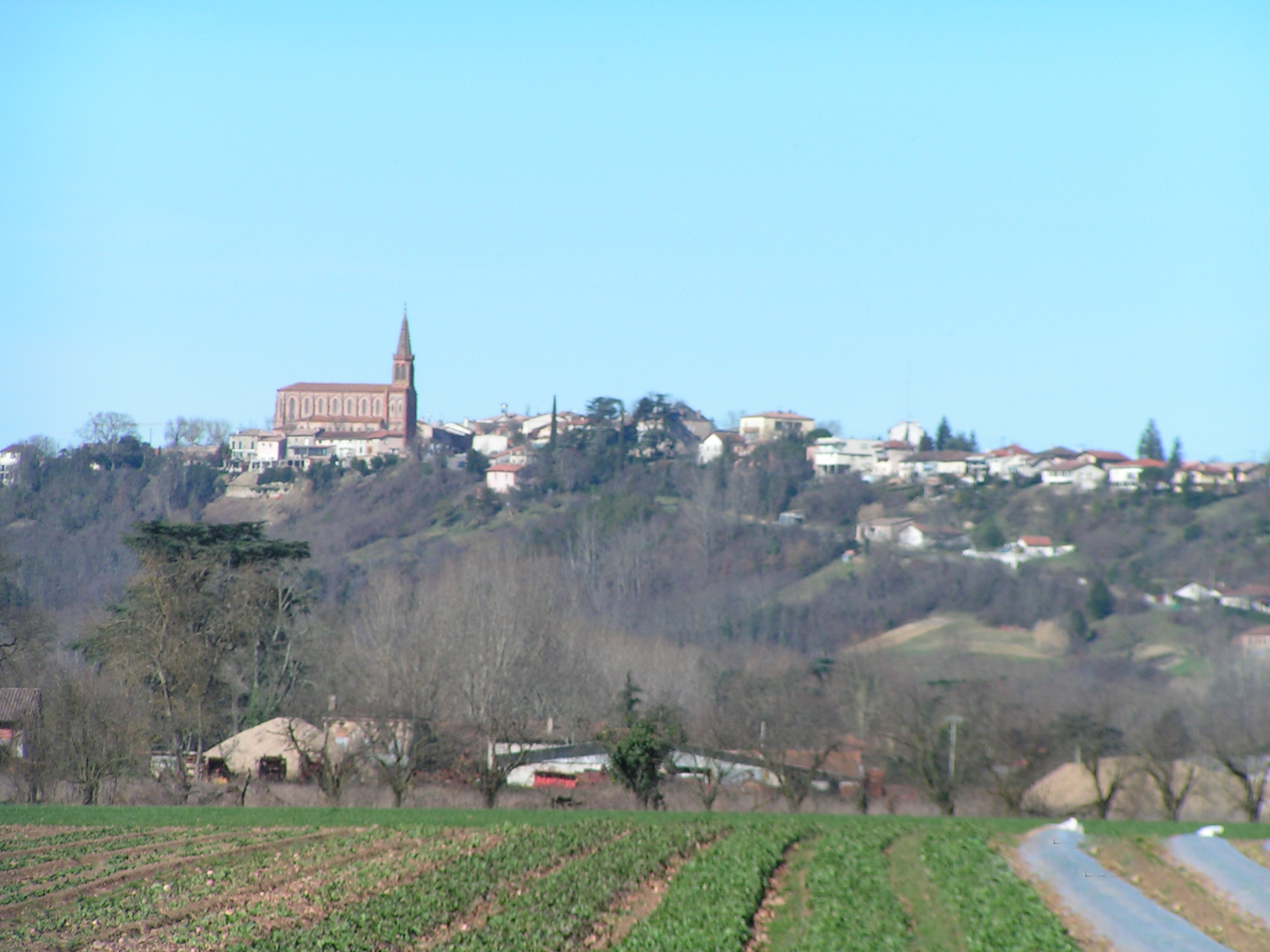
Lafrançaise